# Aida (flyktingläger)

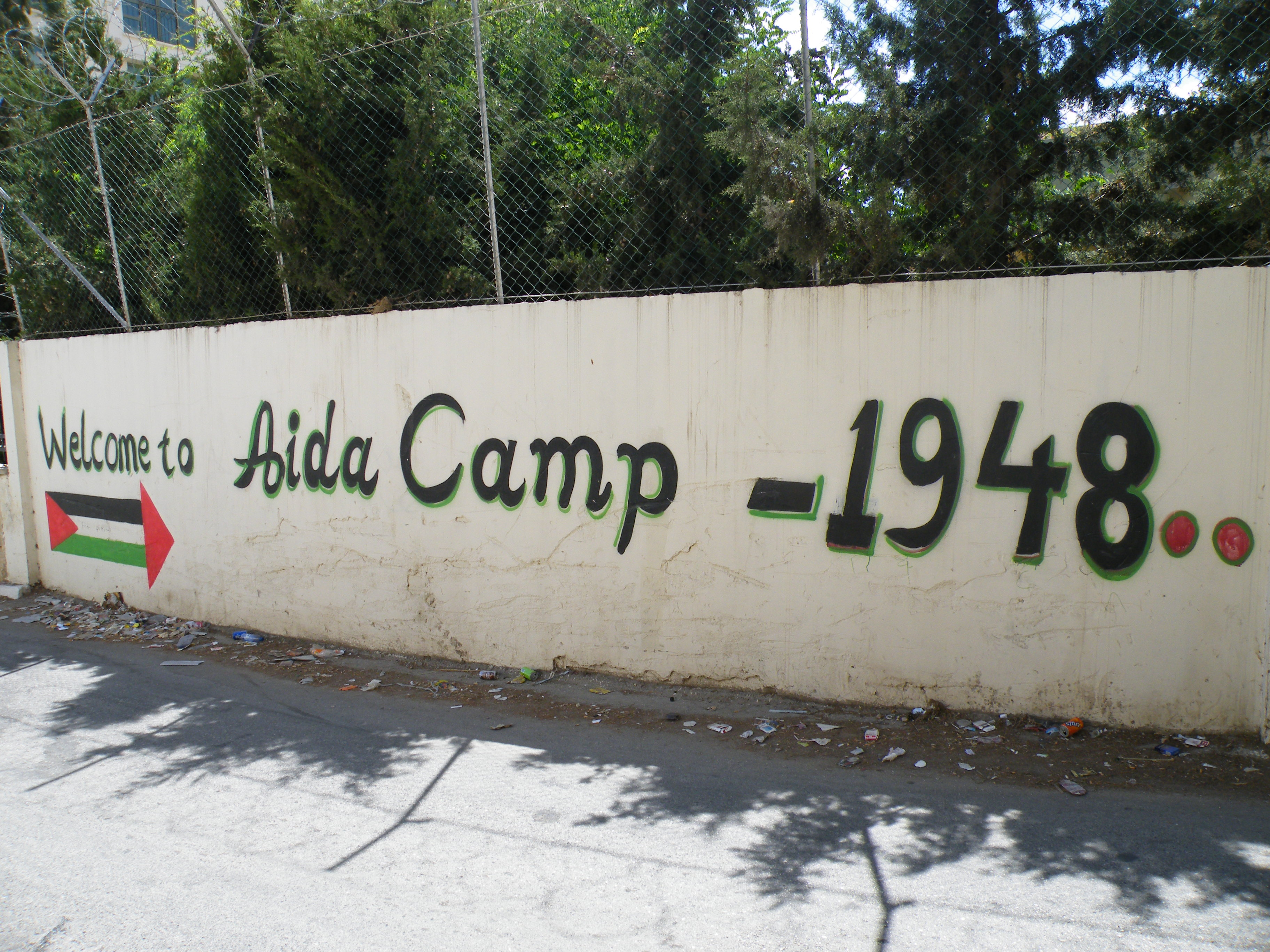
Ingången till Aida-lägret.

Aida eller Ayda (arabiska: عايده) är ett palestinskt flyktingläger som ligger 2 kilometer norr om Betlehem och 1 kilometer norr om Beit Jala på Västbanken.  Det är uppkallat efter ett berömt kafé (maqhah) som fanns på platsen i början av 1940-talet. Aida flyktingläger byggdes 1950.
Enligt UNRWA (UN Relief and Works Agency for Palestine Refugees in the Near East) har lägret en befolkning på cirka 4700`flyktingar 2014. I lägret finns Al Rowwad kultur- och teatercenter.
Påven Benedict XVI besökte flyktinglägret under sin pilgrimsfärd till Jordanien, Israel och Palestina i maj 2009.
Aida är ett av tre flyktingläger i Betlehem. Från utsidan ser de ut som vanliga kvarter, men ljusblå skyltar visar att områdena administreras av UNRWA.